# Campeonato Ecuatoriano de Fútbol Serie B 1998
El Campeonato Ecuatoriano de Fútbol Serie B 1998, conocido oficialmente como «Campeonato Nacional de Fútbol Serie B 1998», fue la 21.ª edición de la Serie B del Campeonato nacional de fútbol profesional en Ecuador, mientras que fue la 34.ª edición incluyendo los torneos cortos conocidas como etapas. El torneo fue organizado por la Federación Ecuatoriana de Fútbol y contó con la participación de ocho clubes de fútbol.
Para esta edición del campeonato de la Serie B, se coronaría por segunda vez el Macará de la ciudad de Ambato, siendo este el primer equipo de dicha ciudad en lograrlo delante del Técnico Universitario que lo había conseguido en la campaña de 1981, mientras que Audaz Octubrino de la ciudad de Machala se coronó subcampeón del certamen por segunda vez en su historia y a su vez sería el 4° equipo de la provincia de El Oro y tercer de dicha ciudad tras el Carmen Mora, Bonita Banana y Santos. Durante el torneo jugaron los cuadros de Audaz Octubrino tras 5 años de ausencia, acompañado por el debutante Dep.Quinindé, que jugarían en lugar de las escuadras de Esmeraldas Petrolero y 9 de Octubre, pero al finalizar el torneo el cuadro de Green Cross que tras 2 años jugando en la Serie B tendría que regresar a la Segunda Categoría, conjuntamente con el Calvi que tras 1 año jugando en la Serie B descendería. Además sería el retorno del Calvi y el Dep.Quevedo que tras 2 años de estar ausente en la Serie B, nuevamente volvería a jugar.
El Macará obtendría por segunda vez el título en su historia al lograr ganar la liguilla, mientras que el Audaz Octubrino, lograría su primer subcampeonato.

## Movimientos divisionales
| Pos | a Serie A 1998   |
| --- | ---------------- |
| 1º  | Panamá (Campeón) |
| 2º  | Delfín           |

| Pos | desde Segunda Categoría 1997 |
| --- | ---------------------------- |
| 1º  | Dep.Quinindé (Campeón)       |
| 2º  | Audaz Octubrino              |

| Pos | Descendidos desde Serie A 1997 |
| --- | ------------------------------ |
| 11º | Calvi                          |
| 12º | Dep.Quevedo                    |

| Pos | Descendidos a Segunda Categoría 1997 |
| --- | ------------------------------------ |
| 7º  | 9 de Octubre                         |
| 8º  | Esmeraldas Petrolero                 |

## Sistema de juego
El campeonatro de la Serie B se jugara con el formato de 3 etapas y será de la siguiente manera:
Primera Etapa
Se jugara un todos contra todos entre los 8 equipos en partidos de ida y vuelta dando un total de 14 fechas en caso de empate se definira por medio de los tiros penales, los dos mejores ubicados se clasificaran al cuadrangular final y se les dara 2, 1 puntos de bonificación en el cual servira para definir al campeón y subcampeón.
Segunda Etapa
Nuevamente jugara un todos contra todos entre los 8 equipos en partidos de ida y vuelta dando un total de 14 fechas en casoi de empate se definira por medio de los tiros penales, así mismo nuevamente a los dos mejores ubicados se clasificaran al cuadrangular final y se les dara 2, 1 puntos de bonificación en el cual servira para definir al campeón y subcampeón, para definir a los que desciendan a la Segunda Categoría del siguiente año,descenderan los equipos de menor puntaje de la tabla acumulada.
Cuadrangular final
La jugaran los 4 equipos que hayan terminado en los 2 primeros lugares de las 2 etapas, jugaran en encuentros de ida y vuelta dando un total de 6 fechas con su respectiva bonificación lograda anteriormente siempre y cuando no hayan quedado último de la segunda etapa, los 2 equipos con mejor puntaje serán reconocidos como campeón y subcampeón de la Serie B y ascenderan a la Serie A.

## Equipos participantes
Tomaron parte en las competición 8 equipos, entre ellos el debutante: el Club Deportivo Quinindé. También se destaca el retorno del histórico Club Social y Deportivo Audaz Octubrino, tras 5 años ausente de la categoría.
| Equipo          | Ciudad                                                | Provincia                        |
| --------------- | ----------------------------------------------------- | -------------------------------- |
| Audaz Octubrino | Machala                                               | El Oro                           |
| Calvi           | Guayaquil / Milagro                                   | Guayas                           |
| Dep.Quevedo     | Quevedo                                               | Los Ríos                         |
| Dep.Quinindé    | Quinindé                                              | Bandera de Esmeraldas Esmeraldas |
| Green Cross     | [[Archivo:\|20x20px\|border\|Bandera de Manta]] Manta | Manabí                           |
| LDU(P)          | Portoviejo                                            | Manabí                           |
| Macará          | Ambato                                                | Tungurahua                       |
| Santa Rita      | Vinces                                                | Los Ríos                         |

## Primera etapa

### Partidos y resultados
| Fecha 1         | Fecha 1     | Fecha 1          |
| Equipo Local    | Resultado   | Equipo Visitante |
| --------------- | ----------- | ---------------- |
| Calvi           | 2(4) - 2(3) | Dep.Quininde     |
| Audaz Octubrino | 1 - 0       | Green Cross      |
| Santa Rita      | 0 - 1       | Macara           |
| LDU(P)          | 4 - 0       | Dep.Quevedo      |

| Fecha 2      | Fecha 2   | Fecha 2          |
| Equipo Local | Resultado | Equipo Visitante |
| ------------ | --------- | ---------------- |
| Green Cross  | 1 - 2     | LDU(P)           |
| Dep.Quevedo  | 2 - 3     | Audaz Octubrino  |
| Dep.Quininde | 2 - 1     | Santa Rita       |
| Macara       | 3 - 2     | Calvi            |

| Fecha 3         | Fecha 3   | Fecha 3          |
| Equipo Local    | Resultado | Equipo Visitante |
| --------------- | --------- | ---------------- |
| Calvi           | 0 - 2     | Dep.Quevedo      |
| Audaz Octubrino | 2 - 0     | Macara           |
| Santa Rita      | 2 - 1     | Green Cross      |
| LDU(P)          | 2 - 0     | Dep.Quininde     |

| Fecha 4      | Fecha 4     | Fecha 4          |
| Equipo Local | Resultado   | Equipo Visitante |
| ------------ | ----------- | ---------------- |
| Green Cross  | 2 - 0       | Calvi            |
| Dep.Quevedo  | 0(1) - 0(4) | Santa Rita       |
| Dep.Quininde | 0(5) - 0(4) | Audaz Octubrino  |
| Macara       | 3 - 1       | LDU(P)           |

| Fecha 5      | Fecha 5     | Fecha 5          |
| Equipo Local | Resultado   | Equipo Visitante |
| ------------ | ----------- | ---------------- |
| Calvi        | 1 - 0       | Santa Rita       |
| Dep.Quevedo  | 2(6) - 2(7) | Dep.Quininde     |
| LDU(P)       | 1 - 0       | Audaz Octubrino  |
| Macara       | 3 - 0       | Green Cross      |

| Fecha 6         | Fecha 6     | Fecha 6          |
| Equipo Local    | Resultado   | Equipo Visitante |
| --------------- | ----------- | ---------------- |
| Green Cross     | 1(7) - 1(6) | Dep.Quevedo      |
| Audaz Octubrino | 3 - 0       | Calvi            |
| Dep.Quininde    | 3 - 0       | Macara           |
| Santa Rita      | 2 - 1       | LDU(P)           |

| Fecha 7      | Fecha 7     | Fecha 7          |
| Equipo Local | Resultado   | Equipo Visitante |
| ------------ | ----------- | ---------------- |
| Green Cross  | 2 - 1       | Dep.Quininde     |
| Calvi        | 1(4) - 1(1) | LDU(P)           |
| Santa Rita   | 1(4) - 1(2) | Audaz Octubrino  |
| Macara       | 1 - 0       | Dep.Quevedo      |

| Fecha 8         | Fecha 8     | Fecha 8          |
| Equipo Local    | Resultado   | Equipo Visitante |
| --------------- | ----------- | ---------------- |
| Dep.̠Quevedo     | 3 - 0       | Macara           |
| Audaz Octubrino | 1(0) - 1(3) | Santa Rita       |
| Dep.Quininde    | 2 - 0       | Green Cross      |
| LDU(P)          | 6 - 2       | Calvi            |

| Fecha 9      | Fecha 9   | Fecha 9          |
| Equipo Local | Resultado | Equipo Visitante |
| ------------ | --------- | ---------------- |
| Calvi        | 3 - 0     | Audaz Octubrino  |
| Dep.Quevedo  | 5 - 1     | Green Cross      |
| LDU(P)       | 2 - 1     | Santa Rita       |
| Macara       | 3 - 1     | Dep.Quininde     |

| Fecha 10        | Fecha 10    | Fecha 10         |
| Equipo Local    | Resultado   | Equipo Visitante |
| --------------- | ----------- | ---------------- |
| Green Cross     | 1(3) - 1(2) | Macara           |
| Audaz octubrino | 3 - 2       | LDU(P)           |
| Dep.Quininde    | 0 - 1       | Dep.Quevedo      |
| Santa Rita      | 1 - 0       | Calvi            |

| Fecha 11        | Fecha 11    | Fecha 11         |
| Equipo Local    | Resultado   | Equipo Visitante |
| --------------- | ----------- | ---------------- |
| Calvi           | 1 - 2       | Green Cross      |
| Audaz Octubrino | 1(4) - (3)1 | Dep.Quininde     |
| Santa Rita      | 1(1) - 1(4) | Dep.Quevedo      |
| LDU(P)          | 1(3) - 1(4) | Macara           |

| Fecha 12     | Fecha 12    | Fecha 12         |
| Equipo Local | Resultado   | Equipo Visitante |
| ------------ | ----------- | ---------------- |
| Green Cross  | 2 - 1       | Santa Rita       |
| Dep.Quevedo  | 1(2) - 1(4) | Calvi            |
| Dep.Quininde | 1(1) - 1(3) | LDU(P)           |
| Macara       | 4 - 1       | Audaz Octubrino  |

| Fecha 13        | Fecha 13    | Fecha 13         |
| Equipo Local    | Resultado   | Equipo Visitante |
| --------------- | ----------- | ---------------- |
| Calvi           | 0(5) - 0(4) | Macara           |
| Audaz Octubrino | 1 - 0       | Dep.Quevedo      |
| Santa Rita      | 1 - 2       | D.Quininde       |
| LDU(P)          | 1 - 2       | Green Cross      |

| Fecha 14     | Fecha 14    | Fecha 14         |
| Equipo Local | Resultado   | Equipo Visitante |
| ------------ | ----------- | ---------------- |
| Green Cross  | 1 - 2       | Audaz Octubrino  |
| Dep.Quevedo  | 2 - 1       | LDU(P)           |
| Dep.quininde | 2(5) - 2(4) | Calvi            |
| Macara       | 2(2) - 2(4) | Santa Rita       |

### Tabla de posiciones
|  |  |    | Equipo          | PJ | PG | PE  | PP | GF | GC | DG | PTS | PB |
|  |  | -- | --------------- | -- | -- | --- | -- | -- | -- | -- | --- | -- |
|  |  | 1. | Macará          | 14 | 7  | 1/3 | 3  | 22 | 17 | +5 | 26  | 2  |
|  |  | 2. | Audaz Octubrino | 14 | 7  | 1/3 | 3  | 19 | 15 | +4 | 26  | 1  |
|  |  | 3. | LDU(P)          | 14 | 6  | 1/2 | 5  | 26 | 19 | +7 | 22  |    |
|  |  | 4. | Dep.Quevedo     | 14 | 5  | 1/4 | 4  | 20 | 16 | +4 | 21  |    |
|  |  | 5. | Dep.Quinindé    | 14 | 4  | 3/2 | 5  | 19 | 19 | 0  | 20  |    |
|  |  | 6. | Green Cross     | 14 | 5  | 2/0 | 7  | 15 | 23 | -8 | 19  |    |
|  |  | 7. | Santa Rita      | 14 | 3  | 4/1 | 6  | 14 | 17 | -3 | 18  |    |
|  |  | 8. | Calvi           | 14 | 3  | 3/1 | 7  | 16 | 25 | -9 | 16  |    |

PJ = Partidos jugados; PG = Partidos ganados; PE = Partidos empatados; PP = Partidos perdidos; GF = Goles a favor; GC = Goles en contra; DG = Diferencia de gol; PTS = Puntos; PB = Puntos de bonificación
|  | Clasificaron al Cuadrangular final. |

## Segunda etapa

### Partidos y resultados
| Fecha 1      | Fecha 1   | Fecha 1          |
| Equipo Local | Resultado | Equipo Visitante |
| ------------ | --------- | ---------------- |
|              | -         |                  |
|              | -         |                  |
|              | -         |                  |
|              | -         |                  |

| Fecha 2      | Fecha 2   | Fecha 2          |
| Equipo Local | Resultado | Equipo Visitante |
| ------------ | --------- | ---------------- |
|              | -         |                  |
|              | -         |                  |
|              | -         |                  |
|              | -         |                  |

| Fecha 3      | Fecha 3   | Fecha 3          |
| Equipo Local | Resultado | Equipo Visitante |
| ------------ | --------- | ---------------- |
|              | -         |                  |
|              | -         |                  |
|              | -         |                  |
|              | -         |                  |

| Fecha 4      | Fecha 4   | Fecha 4          |
| Equipo Local | Resultado | Equipo Visitante |
| ------------ | --------- | ---------------- |
|              | -         |                  |
|              | -         |                  |
|              | -         |                  |
|              | -         |                  |

| Fecha 5      | Fecha 5   | Fecha 5          |
| Equipo Local | Resultado | Equipo Visitante |
| ------------ | --------- | ---------------- |
|              | -         |                  |
|              | -         |                  |
|              | -         |                  |
|              | -         |                  |

| Fecha 6      | Fecha 6   | Fecha 6          |
| Equipo Local | Resultado | Equipo Visitante |
| ------------ | --------- | ---------------- |
|              | -         |                  |
|              | -         |                  |
|              | -         |                  |
|              | -         |                  |

| Fecha 7      | Fecha 7   | Fecha 7          |
| Equipo Local | Resultado | Equipo Visitante |
| ------------ | --------- | ---------------- |
| Calvi        | 1 - 0     | LDU(P)           |
| Green Cross  | 0 - 2     | Dep.Quininde     |
| Macará       | 3 - 2     | Dep.Quevedo      |
| Santa Rita   | 3 - 1     | Audaz Octubrino  |

| Fecha 8         | Fecha 8     | Fecha 8          |
| Equipo Local    | Resultado   | Equipo Visitante |
| --------------- | ----------- | ---------------- |
| Dep.Quevedo     | 1 - 2       | Macará           |
| Audaz Octubrino | 0 - 1       | Santa Rita       |
| Dep.Quininde    | 1(2) - 1(1) | Green Cross      |
| LDU(P)          | 1 - 0       | Calvi            |

| Fecha 9      | Fecha 9     | Fecha 9          |
| Equipo Local | Resultado   | Equipo Visitante |
| ------------ | ----------- | ---------------- |
| Calvi        | 2 - 1       | Audaz Octubrino  |
| Dep.Quevedo  | 3 - 0       | Green Cross      |
| LDU(P)       | 1(3) - 1(4) | Santa Rita       |
| Macará       | 3 - 2       | Dep.Quininde     |

| Fecha 10        | Fecha 10  | Fecha 10         |
| Equipo Local    | Resultado | Equipo Visitante |
| --------------- | --------- | ---------------- |
| Green Cross     | 1 - 0     | Macará           |
| Audaz Octubrino | 2 - 0     | LDU(P)           |
| Santa Rita      | 1 - 0     | Calvi            |
| Dep.Quininde    | 1 - 0     | Dep.Quevedo      |

| Fecha 11     | Fecha 11    | Fecha 11         |
| Equipo Local | Resultado   | Equipo Visitante |
| ------------ | ----------- | ---------------- |
| Calvi        | 2 - 0       | Green Cross      |
| Dep.Quevedo  | 2 - 0       | Santa Rita       |
| DepːQuininde | 2(2) - 2(3) | Audaz Octubrino  |
| LDU(P)       | 1 - 0       | Macará           |

| Fecha 12     | Fecha 12  | Fecha 12         |
| Equipo Local | Resultado | Equipo Visitante |
| ------------ | --------- | ---------------- |
| Green Cross  | 3 - 0     | Santa Rita       |
| Dep.Quevedo  | 2 - 0     | Calvi            |
| Dep.Quininde | 2 - 0     | LDU(P)           |
| Macará       | 2 - 0     | Audaz Octubrino  |

| Fecha 13        | Fecha 13    | Fecha 13         |
| Equipo Local    | Resultado   | Equipo Visitante |
| --------------- | ----------- | ---------------- |
| Calvi           | 2 - 0       | Macará           |
| Audaz Octubrino | 1(4) - 1(2) | Dep.Quevedo      |
| Santa Rita      | 1(4) - 1(2) | Dep.Quininde     |
| LDU(P)          | 2 - 0       | Green Cross      |

| Fecha 14     | Fecha 14    | Fecha 14         |
| Equipo Local | Resultado   | Equipo Visitante |
| ------------ | ----------- | ---------------- |
| Green Cross  | 1(2) - 1(3) | Audaz Octubrino  |
| Dep.Quevedo  | 2 - 0       | LDU(P)           |
| Dep.Quininde | 1 - 0       | Calvi            |
| Macará       | 1 - 0       | Santa Rita       |

### Tabla de posiciones
|  |  |    | Equipo          | PJ | PG | PE  | PP | GF | GC | DG  | PTS | PB |
|  |  | -- | --------------- | -- | -- | --- | -- | -- | -- | --- | --- | -- |
|  |  | 1. | Dep.Quinindé    | 14 | 8  | 1/2 | 3  | 23 | 12 | +11 | 28  | 2  |
|  |  | 2. | LDU(P)          | 14 | 8  | 1/1 | 4  | 20 | 15 | +5  | 27  | 1  |
|  |  | 3. | Macará          | 14 | 7  | 1/1 | 5  | 17 | 15 | +2  | 24  |    |
|  |  | 4. | Santa Rita      | 14 | 6  | 3/0 | 5  | 16 | 14 | +2  | 24  |    |
|  |  | 5. | Calvi           | 14 | 5  | 1/1 | 7  | 11 | 17 | -6  | 18  |    |
|  |  | 6. | Dep.Quevedo     | 14 | 5  | 0/2 | 7  | 19 | 16 | +3  | 17  |    |
|  |  | 7. | Green Cross     | 14 | 5  | 0/1 | 8  | 12 | 20 | -8  | 16  |    |
|  |  | 8. | Audaz Octubrino | 14 | 3  | 2/1 | 8  | 13 | 22 | -9  | 14  |    |

PJ = Partidos jugados; PG = Partidos ganados; PE = Partidos empatados; PP = Partidos perdidos; GF = Goles a favor; GC = Goles en contra; DG = Diferencia de gol; PTS = Puntos; PB = Puntos de bonificación
|  | Clasificaron al Cuadrangular final. |

## Tabla acumulada
|  |  |    | Equipo          | PJ | PG | PE  | PP | GF | GC | DG  | PTS | PB |
|  |  | -- | --------------- | -- | -- | --- | -- | -- | -- | --- | --- | -- |
|  |  | 1. | Macará          | 28 | 14 | 2/4 | 8  | 39 | 32 | +7  | 50  | 2  |
|  |  | 2. | LDU(P)          | 28 | 14 | 2/3 | 9  | 46 | 34 | +12 | 49  | 1  |
|  |  | 3. | Dep.Quinindé    | 28 | 12 | 4/4 | 8  | 42 | 31 | +11 | 48  | 2  |
|  |  | 4. | Santa Rita      | 28 | 9  | 7/1 | 11 | 30 | 31 | -1  | 42  |    |
|  |  | 5. | Audaz Octubrino | 28 | 10 | 3/4 | 11 | 32 | 37 | -5  | 40  | 0  |
|  |  | 6. | Dep.Quevedo     | 28 | 10 | 1/6 | 11 | 39 | 32 | +7  | 38  |    |
|  |  | 7. | Green Cross     | 28 | 10 | 2/1 | 15 | 27 | 43 | -16 | 35  |    |
|  |  | 8. | Calvi           | 28 | 8  | 4/2 | 14 | 27 | 42 | -15 | 34  |    |

PJ = Partidos jugados; PG = Partidos ganados; PE = Partidos empatados; PP = Partidos perdidos; GF = Goles a favor; GC = Goles en contra; DG = Diferencia de gol; PTS = Puntos; PB = Puntos de bonificación
Audaz Octubrino perdió su punto de bonificación por quedar en última posición en la Segunda Etapa 
|  | Descendieron a Segunda Categoría. |

## Cuadrangular final

### Partidos y resultados
| Fecha 1      | Fecha 1   | Fecha 1          |
| Equipo Local | Resultado | Equipo Visitante |
| ------------ | --------- | ---------------- |
| Macará       | 3 - 0     | Audaz Octubrino  |
| LDU(P)       | 1 - 0     | Dep.Quinindé     |

| Fecha 2         | Fecha 2       | Fecha 2          |
| Equipo Local    | Resultado     | Equipo Visitante |
| --------------- | ------------- | ---------------- |
| Audaz Octubrino | 4 - 3         | LDU(P)           |
| Dep.Quinindé    | 0 (6) - 0 (5) | Macará           |

| Fecha 3         | Fecha 3       | Fecha 3          |
| Equipo Local    | Resultado     | Equipo Visitante |
| --------------- | ------------- | ---------------- |
| LDU(P)          | 1 (3) - 1 (4) | Macará           |
| Audaz Octubrino | 1 - 0         | Dep.Quinindé     |

| Fecha 4      | Fecha 4   | Fecha 4          |
| Equipo Local | Resultado | Equipo Visitante |
| ------------ | --------- | ---------------- |
| Macará       | 5 - 2     | LDU(P)           |
| Dep.Quinindé | 3 - 0     | Audaz Octubrino  |

| Fecha 5      | Fecha 5       | Fecha 5          |
| Equipo Local | Resultado     | Equipo Visitante |
| ------------ | ------------- | ---------------- |
| LDU(P)       | 0 - 1         | Audaz Octubrino  |
| Macará (C)   | 2 (4) - 2 (2) | Dep.Quinindé     |

| Fecha 6              | Fecha 6   | Fecha 6          |
| Equipo Local         | Resultado | Equipo Visitante |
| -------------------- | --------- | ---------------- |
| Dep.Quinindé         | 4 - 2     | LDU(P)           |
| Audaz Octubrino (SC) | 1 - 0     | Macará           |

### Tabla de posiciones
|  |  |    | Equipo          | PJ | PG | PE  | PP | GF | GC | DG | PTS | PB |
|  |  | -- | --------------- | -- | -- | --- | -- | -- | -- | -- | --- | -- |
|  |  | 1. | Macará          | 6  | 2  | 2/1 | 1  | 11 | 6  | +5 | 13  | 2  |
|  |  | 2. | Audaz Octubrino | 6  | 4  | 0/0 | 2  | 7  | 9  | -2 | 12  |    |
|  |  | 3. | Dep.Quinindé    | 6  | 2  | 1/1 | 2  | 9  | 6  | +3 | 11  | 2  |
|  |  | 4. | LDU(P)          | 6  | 1  | 0/1 | 4  | 9  | 15 | -6 | 5   | 1  |

PJ = Partidos jugados; PG = Partidos ganados; PE = Partidos empatados; PP = Partidos perdidos; GF = Goles a favor; GC = Goles en contra; DG = Diferencia de gol; PTS = Puntos; PB = Puntos de bonificación
|  | Campeón, ascendió a la Serie A 1999.    |
|  | Subcampeón, ascendió a la Serie A 1999. |

## Campeón
|                                                             |
| Club Deportivo Macará 2.° título Ascendió a la Serie A 1999 |
| También ascendió Audaz Octubrino como subcampeón.           |

## Goleador
| Jugador       | Equipo | Goles |
| ------------- | ------ | ----- |
| Luis Zambrano | LDU(P) | 24    |